# Caecum regulare
Caecum regulare is een slakkensoort uit de familie van de Caecidae. De wetenschappelijke naam van de soort is voor het eerst geldig gepubliceerd in 1858 door Carpenter.

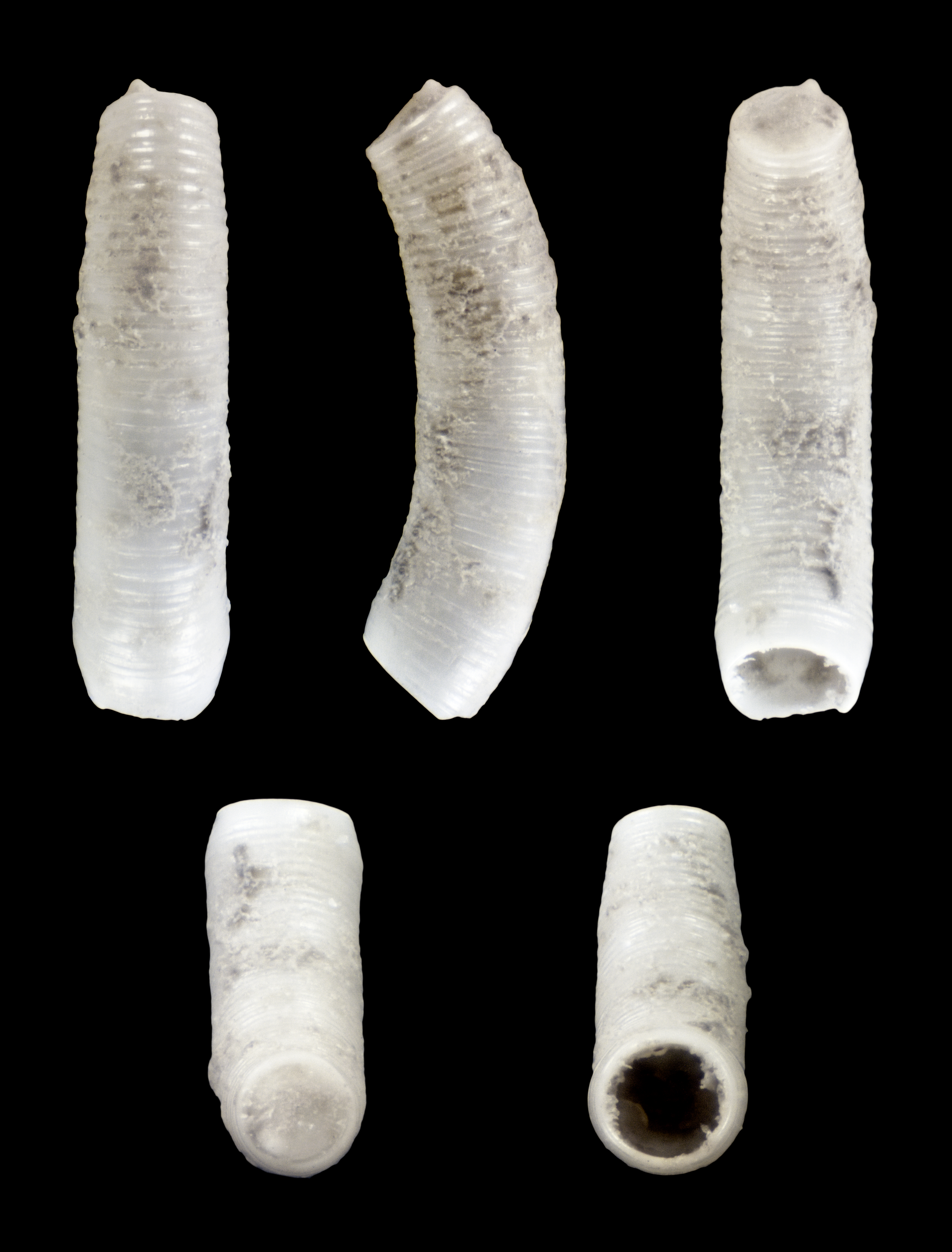
Fossiele schelp uit het Plioceen van Florida